# حملات إسماعيل الصفوي

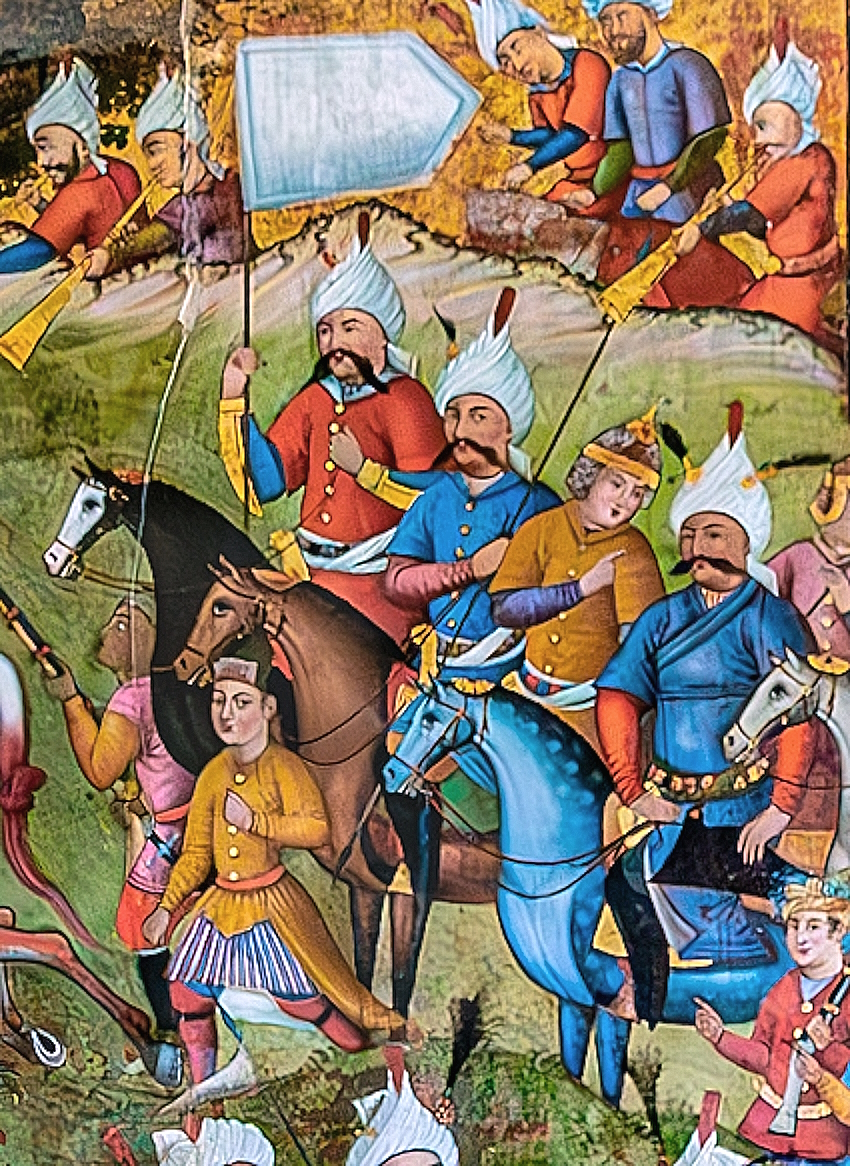
لوحة تُصور قوى القزلباش وهم جُند الشاه إسماعيل الأول في حملاته العسكريَّة وفُتُوحاته.

حملات إسماعيل الأول هي الفُتُوحات والحملات العسكريَّة التي شنها الشاه «إسماعيل الصفوي» في إيران الكُبرى لِتأسيس الدولة الصفويَّة وكان أول ملك إيراني أصلي منذ العُصُور القديمة يحكُم كامل الأراضي الإيرانيَّة وما جاورها.
في السنوات السَّبع الأُولى من حُكم الشاه إسماعيل، هيمن القزلباش بِشكلٍ شبه كامل فَتسلَّموا مناصب حُكُوميَّة وعسكريَّة رفيعةً. فيما بعد شرع الشاه إسماعيل في إعطاء بعض المناصب للقادة الفُرس، وكانوا يُعرفون آنذاك باسم «الطاجيك». في خُطوةٍ تهدف إلى إقامة التوازُن في الممالك الصفويَّة والحد من احتكار الحُكم.

## الحروب
| التاريخ     | الصراع                        | الخصم               | النتيجة |
| ----------- | ----------------------------- | ------------------- | ------- |
| 1500        | معركة گلستان (أو جاباني)      | الدولة الشروانية    | نصر     |
| 1501        | حصار باكو                     | الدولة الشروانية    | نصر     |
| 1501        | معركة شرور                    | آق قويونلو          | نصر     |
| 1501        | حصار تبريز                    | آق قويونلو          | نصر     |
| 1502        | فتح أرزنجان وأرضروم           | آق قويونلو          | نصر     |
| 1502        | فتح أرمينيا                   | آق قويونلو          | نصر     |
| 1502        | الغزوات التركمانية على جورجيا | آق قويونلو          | نصر     |
| 1502 – 1510 | الحروب الفارسية الأوزبكية     | الدولة الشيبانية    | نصر     |
| 1502 – 1510 | الحروب الفارسية الأوزبكية     | خانية القازاق       | نصر     |
| 1503        | فتح فارس                      | آق قويونلو          | نصر     |
| 1503        | فتح عراق العجم                | آق قويونلو          | نصر     |
| 1503        | معركة همدان                   | آق قويونلو          | نصر     |
| 1503        | فتح كرمان                     | آق قويونلو          | نصر     |
| 1503        | فتح نخجوان                    | آق قويونلو          | نصر     |
| 1504        | فتح مازندران                  | الدولة الأفراسيابية | نصر     |
| 1504        | فتح يزد                       | آق قويونلو          | نصر     |
| 1507 – 1508 | فتح ديار بكر                  | آق قويونلو          | نصر     |
| 1508        | معركة بغداد                   | آق قويونلو          | نصر     |
| 1510        | معركة مرو                     | خانية بخارى         | نصر     |
| 1514        | معركة جالديران                | الدولة العثمانية    | هزيمة   |
| 1522        | معركة تيليتي                  | مملكة كارتلي        | نصر     |

## انظُر أيضًا
- إسماعيل الأول
- ممالك إيران المحروسة
- صوفي